# Matteson (Wisconsin)
Matteson – miasto w Stanach Zjednoczonych, w stanie Wisconsin, w hrabstwie Waupaca.